# 머스킷티어 (영화)
《머스킷티어》(영어: The Musketeer)는 2001년에 개봉한 미국의 액션 모험 영화이다. 알렉상드르 뒤마의 소설 "삼총사"(1844)를 영화화하였다.

## 출연
- 저스틴 체임버스 - 다르타냥 역
- 팀 로스 - 페브르 역
- 스티븐 레이 - 리슐리외 추기경
- 미나 서바리 - 프란체스카 보나시외 역
- 카트린 드뇌브 - 왕비 역
- 다니엘 메스기슈 - 루이 13세 역
- 장피에르 카스탈디 - 플랑셰 역
- 닉 모런 - 아라미스 역
- 스티브 스피어스 - 포르토스 역
- 얀그레고르 크렘프 - 아토스 역
- 마이클 번 - 트레빌 역
- 빌 트리처 - 보나시외 씨 역
- 실라 셸톤 - 라크로스 부인 역

## 우리말 녹음
KBS 성우진
- 김승준 - 다르타냥(저스틴 체임버스)
- 문선희 - 프란체스카(미나 서바리)
- 안경진 - 앤 왕비(카트린 드뇌브)
- 김환진 - 페브르(팀 로스)
- 노민 - 플랑셰(장피에르 카스탈디)
- 장광 - 포르토스(스티브 스피어스)
- 김민석 - 아라미스(닉 모런)
- 서문석 - 아토스(얀그레고르 크렘프)
- 김정희 - 귀족 부인
- 김정호 - 국왕(다니엘 메스기슈)
- 이종구 - 보나시외(빌 트리처)
- 성창수 - 다르시
- 류다무현 - 총사
- 김래환 - 총사